# Universidad Fernando Pessoa-Canarias
La Universidad Fernando Pessoa-Canarias es una universidad privada española con sede en Santa María de Guía de Gran Canaria.

## Historia
Fue reconocida como universidad privada mediante Ley 1/2014, de 15 de mayo. Sus centros docentes, aprobados en dicha ley, son la Facultad de Ciencias de la Salud, la Facultad de Ciencias Humanas y Sociales, la Facultad de Ciencias y Tecnología, y la Escuela de Estudios de Posgrado e Investigación. Comenzó su actividad académica en el curso 2015-2016 con los Grados en Enfermería; Psicología; y Nutrición Humana y Dietética.
El 3 de septiembre de 2016 inauguró su campus en la isla de Gran Canaria, en el municipio de Santa María de Guía, y en enero de 2023 una ampliación, con un nuevo edificio, para impartir el Grado en Medicina, en unas instalaciones que cuentan con 21 laboratorios, dos laboratorios de investigación, una sala de disección, un depósito de cadáveres, una sala de anatomía digital, un quirófano de traumatología, una UVI simulada, nuevas aulas y un paraninfo, además de un centro de simulaciones ECOE (Examen Clínico Objetivo Estructurado) con veinte consultas.